# Chris Craft
Christopher »Chris« Craft, britanski dirkač Formule 1, * 17. november 1939, Porthleven, Cornwall, Anglija, Združeno kraljestvo, † 20. februar 2021, Essex, Anglija.

## Življenjepis
V svoji karieri je nastopil le na dveh dirkah v sezoni 1971 z dirkalnikom Brabham BT33 manjšega moštva Ecurie Evergreen, Veliki nagradi Kanade, kjer zaradi okvare dirkalnika ni štartal, in Veliki nagradi ZDA, kjer je odstopil.

## Popolni rezultati Formule 1
(legenda) (odebeljene dirke pomenijo najboljši štartni položaj, poševne pa najhitrejši krog, †-uvrščen kljub odstopu)
| Leto | Moštvo           | Šasija       | Motor       | 1   | 2   | 3   | 4   | 5   | 6  | 7   | 8   | 9   | 10      | 11      | Prv | Toč |
| ---- | ---------------- | ------------ | ----------- | --- | --- | --- | --- | --- | -- | --- | --- | --- | ------- | ------- | --- | --- |
| 1971 | Ecurie Evergreen | Brabham BT33 | Cosworth V8 | JAR | ŠPA | MON | NIZ | FRA | VB | NEM | AVT | ITA | KAN DNS | ZDA Ret | -   | 0   |